# Charles Correa

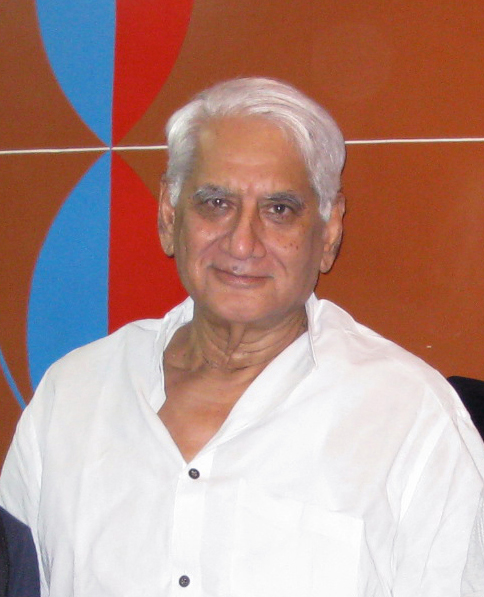
Charles Correa (2011)

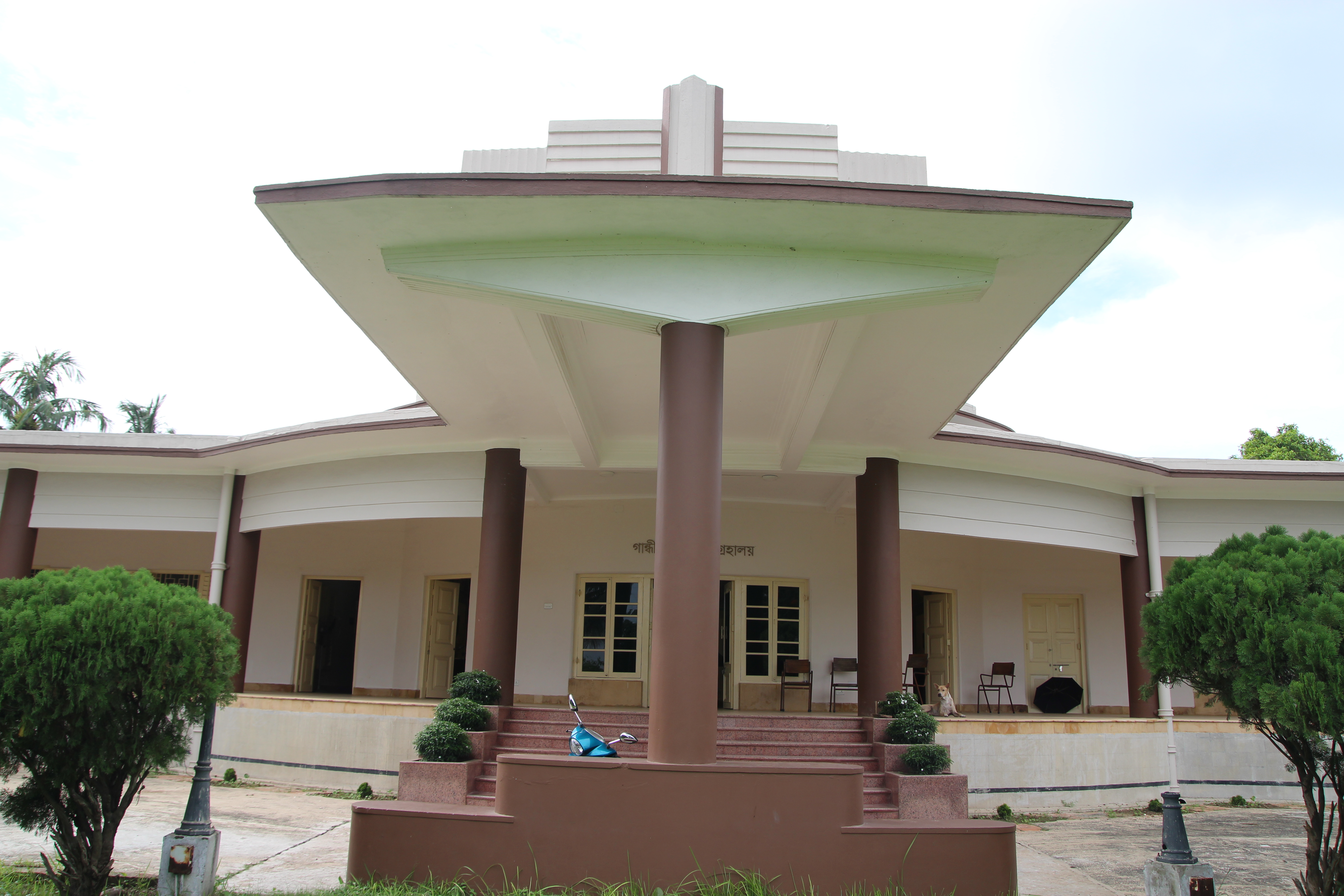
Gandhi Smarak Sangrahalaya

Charles Mark Correa (* 1. September 1930 in Sikandarabad, Andhra Pradesh; † 16. Juni 2015 in Mumbai) war ein indischer Architekt und Stadtplaner.

## Leben und Werk
Zusammen mit Balkrishna Vithaldas Doshi, Raj Rewal, Achyut Kanvinde und Kuldip Singh war er während der Entkolonialisierungszeit in Indien ein Aktivist der indischen Architekturbewegung.
Das Werk Correas gilt als verbindendes Element von traditionell-spiritueller Architektur und westlichem Kulturverständnis. Vielbeachtete Bauwerke sind das Gebäude der Ständigen Mission Indiens bei den Vereinten Nationen in New York City und das Mahatma Gandhi zugedachte Gandhi Smarak Sangrahalaya im indischen Ahmedabad. Correa war verheiratet mit der Künstlerin Monica Correa und lehrte am MIT und in Harvard.

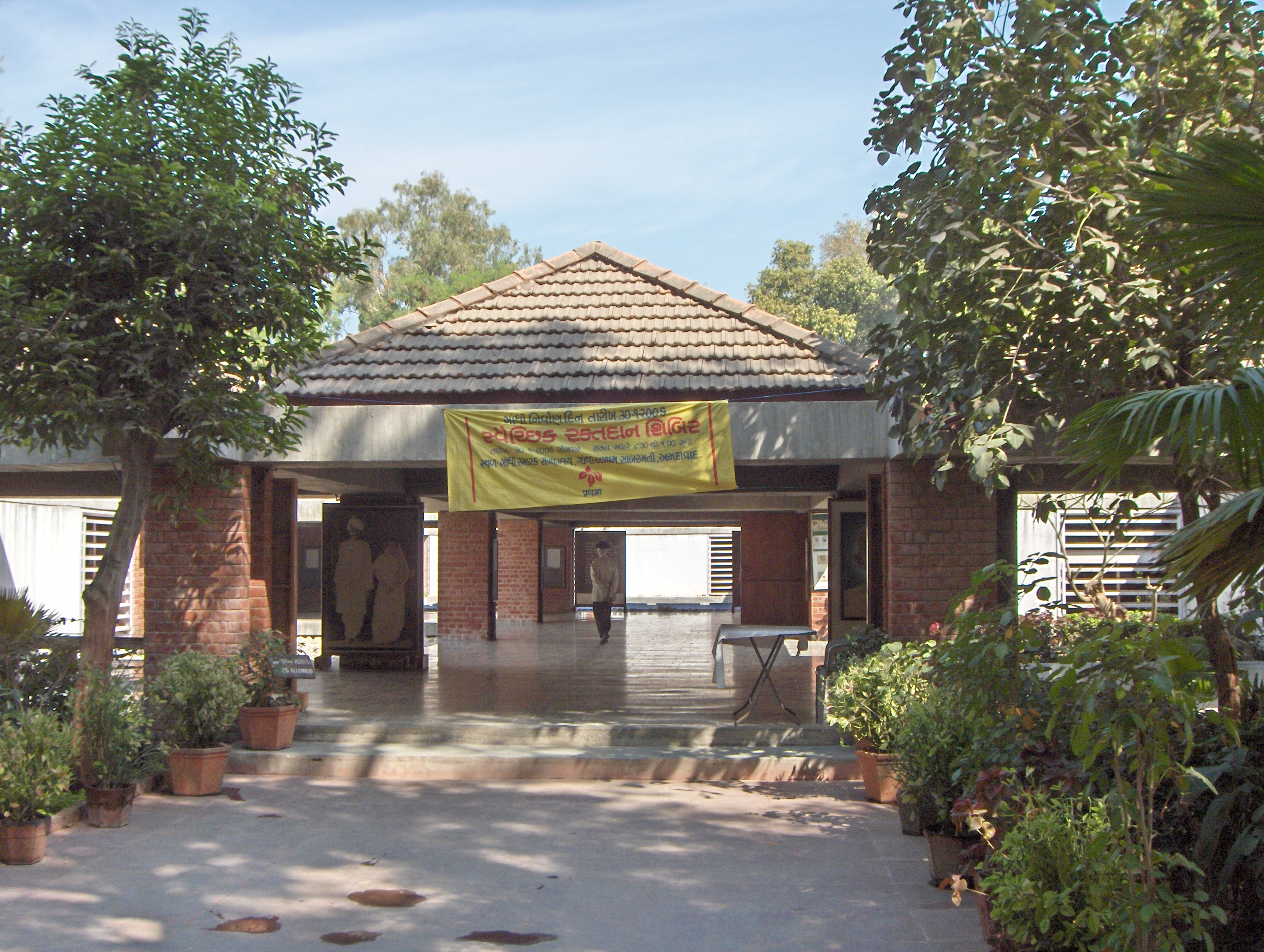
Museumspavillons für Gandhi; dörfliche Strukturen auf dem Gelände des Sabarmati-Aschrams, Ahmedabad

Correa nahm anfangs begeistert die Formensprache der internationalen Moderne an. Für das 28-stöckige Hochhaus der Kanchenjunga Apartments in Mumbai (1970–1983) mit seiner Übernahme westlicher Wohnungsgrundrisse erntete er Kritik, die er mit der notwendig zu beachtenden Relation zwischen Bau- und Grundstückskosten in dieser Stadt rechtfertigte. Diese Kritik hing mit der Erwartungshaltung an den wohl einflussreichsten Verfechter einer traditionsbewussten Bauweise zusammen. Sein Gandhi Smarak Sangrahalaya auf dem Gelände des Sabarmati-Aschrams in Ahmedabad von 1958 bis 1963 ist ein klarer und bescheidener Entwurf für ein Museum zum Gedenken an Mahatma Gandhi, der hier zwischen 1917 und 1930 lebte. Quadratische Module um einen zentralen Hof respektieren die Vorgaben des Vaastu. Die strenge Einfachheit der mit Walmdächern gedeckten Bauteile wird durch die einem indischen Dorf entsprechende unregelmäßige Verteilung gelockert.
Die 1978 fertiggestellten 160 Wohneinheiten der Tara Group Housing in Neu-Delhi sind diagonal getreppte und verschachtelte Reihenhäuser auf 0,8 Hektar Fläche. Stockwerksartig vorkragend sind sie klimagerecht gemäß den Gassen in der Wüstenstadt Jaisalmer. Die Kanchenjunga Apartments sind eine in die Höhe gebaute Entsprechung: in die Fassade eingebrochene Eckbalkone reichen über zwei Stockwerke und schaffen eine notwendige Perforation in der Blockform.
Aus der Fülle unterschiedlicher Entwürfe, die sich alle sehr konsequent mit der indischen Tradition beschäftigen, würde die Kreisform des Parlamentsgebäudes des Bundesstaates Madhya Pradesh in Bhopal auch ohne mythologischen Bezug herausragen. Auf einem flachen Hügel mit Blick über einen Teil der Stadt liegen sämtliche Funktionsräume innerhalb einer kreisrunden Außenmauer mit 140 Meter Durchmesser, innerhalb welcher der große Sitzungssaal ebenfalls kreisrund angelegt ist und von einer Rundkuppel überspannt wird. Die Kuppel erinnert an den bedeutendsten Stupa des Landes im rund 50 Kilometer entfernten Sanchi. Dass im Zentrum, der Tradition entsprechend, ein quadratischer Innenhof für Brahma freigehalten wurde, ist typisch für Correa. Die Bauzeit dauerte von 1980 bis 1997.

## Bauten (Auswahl)
- 1958–63: Gandhi Memorial Museum, Ahmedabad[6]
- 1959–66: Sardar Vallabhbhai Municipal Stadium, Ahmedabad[7]
- 1961–62: Tube House, Prototype unit, Ahmedabad (1995 abgerissen)[8]
- 1962–64: Ramkrishna House, Ahmedabad (abgerissen)[9]

## Auszeichnungen
- 1972: Padma Shri
- 1984: Royal Gold Medal
- 1990: UIA-Goldmedaille
- 1993: Wahl zum Mitglied der American Academy of Arts and Sciences
- 1994: Praemium Imperiale
- 1998: Ehrenmitglied der American Academy of Arts and Letters[10]
- 2005: Österreichisches Ehrenzeichen für Wissenschaft und Kunst
- 2006: Padma Vibhushan